# Funaria sinuato-limbata
Funaria sinuato-limbata är en bladmossart som beskrevs av Jules Cardot och Potier de la Varde 1923. Funaria sinuato-limbata ingår i släktet spåmossor, och familjen Funariaceae. Inga underarter finns listade i Catalogue of Life.